# Bolko V le Hussite
 (mai 2021).
Bolko V le Hussite ou Bolko V d'Opole (polonais : Bolko V Husyta) (né vers 1400 – 29 mai 1460) fut duc d'Opole entre 1422–1424 comme corégent de son père, il règne sur Głogówek et Prudnik à partir de 1424, duc de Strzelce et de Niemodlin à partir de 1450 et règne sur Olesno jusqu'en 1455.

## Origine
Bolko V est le fils ainé du duc Bolko IV d'Opole et de son épouse Margueritte († 6 décembre 1437).
Dans sa jeunesse Bolko V est envoyé pour ses études à l'Université de Prague, où il se familiarise avec les positions sociales et religieuse de Jean Huss. Peu après sans doute avant 1417 il rentre en Haute-Silésie et vers 1418 il épouse Elisabeth († après le 2 septembre 1452), fille de Wincenty Granowski († vers 1410) et de son épouse Élisabeth de Pilica, qui était devenu récemment l'épouse du roi Ladislas II de Pologne et reine consort de Pologne. Cette union avec une belle-fille du roi apporte aux duc d'Opole l'appui de la puissante famille de Pilcza et une alliance privilégiée avec la cour royale du château de Wawel. En 1422 Bolko V est nommé par son père corégent du duché d'Opole et deux ans plus tard à la suite de la renonciation de son père et de son oncle Bernard, il devient souverain indépendant de Głogówek and Prudnik.

## Guerres hussites
Le 13 mars 1428 la Silésie est envahie par les troupes Hussites. Bolko V qui réside à Głogówek décide initialement de défendre ses domaines et de les combattre Cependant peu après le jeune duc qui s'est déplacé à Gliwice, non seulement accepte les Hussites dans sa cité pour protéger ses états mais également se saisit de l'occasion pour s'enrichir lui-même avec la sécularisation des biens des églises locales. Une de ses premières décisions concernent la Collégiale de Głogówek d'où il chasse les chanoines et dont il annule la poursuite de la reconstruction qui avait été ordonnée par son père Bolko IV.
Par un serment solennel Bolko V jure d'aider les Hussites, et envoie son armée à leur aide. La coopération avec les Hussites n'est pas uniquement militaire mais aussi idéologique. Le duc reprend en effet à son compte les enseignements nationalistes de Jean Huss et de ses disciples face à la germanisation de la Silésie notamment par le biais de l'église et la bourgeoisie des cités. Plus tard dans l'année, Bolko V confisque tous les biens de l'église catholique dans son duché. En 1429 avec les Hussites il intervient sur d'autres fronts et s'empare du duché voisin de Nysa, qui appartenait à l'évêché de Wrocław. L'année suivante dans la première quinzaine de mars 1430 Sigismond Korybutovic, un neveu du roi de Pologne Ladislas Jagellon, tente de s'imposer comme roi de Bohême et envahit des troupes polonaises la Haute-Silésie. Bolko et ses alliés taborites obligent les forces polonaises à se retirer à Jasna Góra, qui devient la nouvelle frontière entre la Silésie et la Pologne. Il tente également d'obtenir des territoires des duchés de Brzeg: Namysłów qui ne lui échappe que grâce à l'intervention des bourgeois de Wrocław et Kluczbork dont il s'empare. Au cours des années suivantes Bolko V devient le souverain de pratiquement toute la Haute-Silésie et d'une bonne partie de la Basse-Silésie.
Dans ses conquêtes Bolko V peut compter sur l'appui de ses proches parents, son père Bolko IV et son oncle Bernard. Sa chance tourne un moment le 13 mai 1433, lorsqu'il est vaincu lors d'une bataille à Trzebnica par le duc Nicolas V de Krnov. Après la mort de son père à la fin de 1437 Bolko lui succède conjointement avec ses frères Jean Ier († 1439) et Nicolas Ier dans le duché d'Opole. En dépit de sa défaite, Bolko V réussit à conserver jusqu'à sa mort le produit des spoliations liées à la sécularisation des bien de l'église catholique ce qui lui vaut d'être excommunié en 1443. Conjointement avec le chef des Taborites Jan Kolda von Žampach et l'administrateur du comte de Glatz, Hynek Kruschina von Lichtenburg, Bolko V au cours de la décennie 1440 met fin aux exactions des barons voleurs qui désorganisent le commerce en pillant les marchandises lors d'attaques des commerçants.
En 1443 Bolko V conteste l'acquisition du duché de Siewierz par le puissant évêque de Cracovie, Zbigniew Oleśnicki, Il estimait que ce duché cédé par le duc Venceslas Ier de Cieszyn devait lui revenir. Il entre en guerre conte l'évêque et le conflit qui dure de 1444 à 1452 génère une destruction systématique de la zone frontière entre la Basse-Silésie et la Pologne. L'empereur Frédéric III du Saint-Empire craignant un complet effondrement des états de Silésie intercède pour qu'un accord soit conclu. Le conflit se termine en 1452 lors du Sejm de la République de Pologne à Piotrków, où Bolko V aurait offert au roi de Pologne Casimir IV son assistance financière pour sa guerre contre l'Ordre Teutonique en échange du district de Wieluń. Son offre aurait été déclinée ! Avant 1450 Bernard l'oncle de Bolko V qui n'a pas de descendance masculine décide de lui céder ses états comprenant les duchés de Strzelce et Niemodlin. Cinq années plus tard en 1455, Bolko V hérite encore d'Olesno après la mort de Bernard.
Après 1454 Bolko V acquiert du duc issus des Přemyslides, Ernest d'Opava († 1464), deux tiers du duché d'Opava, que ce dernier gérait en qualité de tuteur des enfants de son défunt frère aîné Guillaume († 1452). Bolko refuse de rejoindre le Congrès des princes et des villes de Silésie qui en présence de représentants tchèques se réunit à Breslau le 16 avril 1458 et rejette la monarchie élective en Bohême et souhaite l'élection de Georges de Bohême, comme un roi non-catholique.

## Union et succession
en 1451, Bolko V divorce de son épouse Élisabeth Granowska (pl) après trente trois années de mariage. Leur union n'avait donné naissance qu'à un fils unique, Venceslas (né vers 1433 – mort avant le 14 mars 1453), dont la disparition prématurée porte un terrible coup à Bolko V qui ne se remettra jamais de ce décès.
Le 27 juin 1451, Bolko V épouse en secondes noces Edwige (morte après 1er février 1461), fille de Hincze Beess de Kujawy, un membre de la noblesse locale. Cette seconde union reste stérile.
Bolko V meurt le 29 mai 1460 dans sa résidence favorite de Głogówek, et il est inhumé dans l'église franciscaine locale. Sans héritier Bolko V laisse ses domaines à son unique frère survivant, Nicolas Ier. Ce dernier est contraint de céder au roi Georges de Bohême la partie du duché d'Opava que Bolko avait acquise ce qui permet à Georges de Poděbrady de renforcer son influence en Moravie et en Silésie.

## Sources
- (de) Cet article est partiellement ou en totalité issu de l’article de Wikipédia en allemand intitulé « Bolko V. (Oppeln) » (voir la liste des auteurs).

- (en) & (de) Peter Truhart, Regents of Nations, K. G Saur Münich, 1984-1988  (ISBN 359810491X), Art. « Oppeln + Strelitz », p.  2.453-2454.
- (de) Europäische Stammtafeln Vittorio Klostermann, Gmbh, Francfort-sur-le-Main, 2004  (ISBN 3465032926),  Die Herzoge von Oppeln 1313-1532, und die Herzoge von Falkenberg 1313-1369 des Stammes der Piasten  Volume III Tafel 17.
- (de) Ludwig Petry, Josef Joachim Menzel (Hrsg.): Geschichte Schlesiens. Band 1: Von der Urzeit bis zum Jahre 1526. 5. durchgesehene Auflage. Thorbecke, Stuttgart 1988,  (ISBN 3-7995-6341-5), S. 190, 197, 199ff., 208, 211ff., 215.
- (de) Hugo Weczerka (Hrsg.): Handbuch der historischen Stätten. Schlesien. Kröner, Stuttgart 1977,  (ISBN 3-520-31601-3), Stammtafeln auf S. 596–597 (Kröners Taschenausgabe 316).
- (cs) Rudolf Žáček: Dějiny Slezska v datech. Libri, Praha 2004,  (ISBN 80-7277-172-8), S. 95, 96, 100f., 109, 112, 415, 430, 438, 440, 445.